# مونتزا
شهر  مونتزا (به ایتالیایی: Monza) با جمعیت ۱۲۰٬۸۲۶ نفر  در ناحیه لمباردی در کشور ایتالیا واقع شده‌است.
پیست اتومبیلرانی ادتودرومو ناتزیوناله مونتزا که مسابقات فرمول یک در آن برگزار می‌شود در این شهر قرار دارد.

## نگارخانه